# Ingrid Krämer
Ingrid Krämer, posteriorment Ingrid Engel-Krämer i Ingrid Krämer-Gulbin, (Dresden, Alemanya nazi 1943) és una saltadora alemanya ja retirada, que destacà a la dècada del 1960.

## Biografia
Va néixer el 29 de juny de 1943 a la ciutat de Dresden, població situada a l'estat de Saxònia que en aquells moments formava part de l'Alemanya nazi i que avui en dia forma part d'Alemanya.
Amb motiu dels seus successius casaments adoptà el cognom del seu marit en les diferents etapes de competició.

## Carrera esportiva
Va participar, als 17 anys, als Jocs Olímpics d'Estiu de 1960 realitzats a Roma (Itàlia), on en representació de l'Equip unificat alemany aconseguí guanyar la medalla d'or en les proves femenines de salt disputades des del trampolí de 3 metres i des de la plataforma de 10 metres. La seva victòria en el trampolí de 3 metres la convertí en la primera saltadora no nord-americana en aconseguir aquest fet en uns Jocs Olímpics. En els Jocs Olímpics d'Estiu de 1964 realitzats a Tòquio (Japó) aconseguí guanyar la medalla d'or en el salt des del trampolí de 3 metres, revalidant així el seu títol olímpic, i la medalla de plata en el salt des de la plataforma de 10 metres.
Participà en els Jocs Olímpics d'Estiu de 1968 celebrats a Ciutat de Mèxic (Mèxic), on sota representació de la República Democràtica Alemanya (RDA) finalitzà cinquena en la prova femenina del trampolí de 3 metres.
En el seu palmarès també destaquen dues medalles d'or al Campionat d'Europa de 1962. Va ser escollida esportista de l'any de la'Alemanya de l'Est el 1960, 1962, 1963 i 1964. El 1960 també va ser escollida esportista de l'any a Alemanya Occidental, convertint-se en l'única persona que va guanyar el premi a les dues parts d'Alemanya. El 1975 va ser inclosa a l'International Swimming Hall of Fame.
En retirar-se de la competició activa es convertí en entrenadora, entre d'altres dels saltadors Martina Jäschke, Jan Hempel, Michael Kühne, Heiko Meyer i Annett Gamm.